# John Doeg
John Thomas Godfray Hope Doeg, ameriški tenisač, * 7. december 1908, Guaymas, Sonora, Mehika, † 27. april 1978, Redding, Kalifornija, ZDA.
John Doeg je leta 1930 osvojil Nacionalno prvenstvo ZDA v posamični konkurenci, v finalu je premagal Franka Shieldsa. Na turnirjih za Prvenstvo Anglije se je najdlje uvrstil v polfinale istega leta. Nacionalno prvenstvo ZDA je dvakrat osvojil tudi v konkurenci moških dvojic, v letih 1929 in 1930, leta 1930 je nastopil tudi v finalu Prvenstva Anglije. Vselej je bil njegov partner George Lott. Leta 1930 je bil član ameriške reprezentance v tekmovanju International Lawn Tennis Challenge, kjer se je uvrstila v finale. Leta 1962 je bil sprejet v Mednarodni teniški hram slavnih.

## Finali Grand Slamov

### Posamično (1)

#### Zmage (1)
| Leto | Turnir                   | Nasprotnik v finalu | Rezultat finala       |
| 1930 | Nacionalno prvenstvo ZDA | Frank Shields       | 10–8, 1–6, 6–4, 16–14 |

### Moške dvojice (3)

#### Zmage (2)
| Leto | Turnir                       | Partner     | Nasprotnika v finalu        | Rezultat finala           |
| 1929 | Nacionalno prvenstvo ZDA     | George Lott | Berkely Bell Lewis White    | 10–8, 16–14, 6–1          |
| 1930 | Nacionalno prvenstvo ZDA (2) | George Lott | John Van Ryn Wilmer Allison | 8–6, 6–3, 4–6, 13–15, 6–4 |

#### Porazi (1)
| Leto | Turnir            | Partner     | Nasprotnika v finalu        | Rezultat finala |
| 1930 | Prvenstvo Anglije | George Lott | Wilmer Allison John Van Ryn | 6–3, 6–3, 6–2   |